# Cormoran Strike
Cormoran Strike is een serie misdaadromans geschreven door de Britse auteur J.K. Rowling, onder het pseudoniem Robert Galbraith. Het verhaal beschrijft de zaken van de fictieve Britse privédetective Cormoran Strike en zijn zakenpartner Robin Ellacott. 
Zeven romans zijn tot nu toe gepubliceerd in een geplande serie van tien. De zevende roman, getiteld The Running Grave, werd uitgebracht op 26 september 2023. Vanaf februari 2024 had de serie wereldwijd meer dan 20 miljoen exemplaren verkocht en ze werd gepubliceerd in meer dan 50 landen, en vertaald in 43 talen.
De romans zijn bewerkt tot het televisieprogramma Strike, dat in augustus 2017 in Groot-Brittannië op BBC One werd uitgezonden.

## Romans
1. Galbraith, Robert. The Cuckoo's Calling (Koekoeksjong). Sphere. ISBN 978-1-4087-0399-1. 464 pagina's
2. Galbraith, Robert. The Silkworm (Zijderups). Sphere. ISBN 978-1-4087-0402-8. 454 pagina's
3. Galbraith, Robert. Career of Evil (Het slechte pad). Sphere. ISBN 978-0-7515-6227-9. 512 pagina's
4. Galbraith, Robert. Lethal White (Witte dood). Sphere. ISBN 978-0-7515-7285-8. 656 pagina's
5. Galbraith, Robert. Troubled Blood (Kwaad bloed). Mulholland Books/Little, Brown. ISBN 978-0-3164-9893-7. 944 pagina's
6. Galbraith, Robert. The Ink Black Heart (Inktzwart hart). Mulholland Books/Little, Brown. ISBN 978-0-3164-1303-9. 1024 pagina's
7. Galbraith, Robert. The Running Grave (Stromend graf). Mulholland Books/Little, Brown. ISBN 978-0-3165-7210-1. 960 pagina's
8. Galbraith, Robert. The Hallmarked Man (De gemerkte man). Mulholland Books/Little, Brown. ISBN 978-0-3165-8600-9. 912 pagina's

## Personages

### Protagonisten
- Cormoran Blue Strike: Een voormalig SIB-rechercheur die een privédetectivebureau runt. Zijn biologische vader, Jonny Rokeby, is een beroemde rockster die een affaire had met Strikes moeder, model en 'supergroupie' Leda Strike.
- Robin Venetia Ellacott; Ze begint de serie als tijdelijk secretaresse, maar wordt samen met Strike partner in het detectivebureau.

### Secundaire personages
- Matthew Cunliffe: Robins verloofde, latere echtgenoot, uiteindelijk ex-man.
- Lucy: Strikes jongere halfzus van moederskant.
- Jonny Rokeby: Strikes beroemde rockstervader.
- Leda Strike: Strikes overleden moeder, een beroemd model en een rockster-supergroupie. Ze stierf aan een overdosis heroïne toen Strike 20 was.
- Charlotte Campbell (Ross): Strikes ex-verloofde, rijk en wispelturig.
- Eric Wardle: rechercheur bij de Metropolitan Police.
- Roy Carver: rechercheur bij de Metropolitan Police.
- Richard Anstis: rechercheur bij de Metropolitan Police.
- Linda Ellacott: Robins moeder, die voor het eerst verschijnt in de tweede roman.
- Alexander 'Al' Rokeby: een van Strikes halfbroers van vaderskant.
- Shanker: een vriend van Strike uit de tijd dat hij bij zijn moeder Leda woonde, een beroepscrimineel.
- Nick en Ilsa Herbert: Strikes schoolvrienden die vanaf de tweede roman verschijnen.
- Samuel 'Sam' Barclay: een Schotse onderaannemer die in de vierde roman voor het agentschap gaat werken.
- Ted en Joan: Strike en Lucy's tante en oom

## Televisiebewerking
In december 2014 werd aangekondigd dat de BBC de romanreeks voor televisie zou bewerken. In september 2016 werd bevestigd dat Tom Burke de rol van Cormoran Strike zou spelen. Holliday Grainger werd later in november gecast als Robin Ellacott. De opnames van zeven afleveringen van een uur van de televisieserie Cormoran Strike begonnen in november 2016. De serie werd door HBO opgepikt voor distributie in de Verenigde Staten en Canada. De première vond plaats op 27 augustus 2017 op de BBC.